# Блаубах
Блаубах (њем. Blaubach) општина је у њемачкој савезној држави Рајна-Палатинат. Једно је од 98 општинских средишта округа Кузел. Према процјени из 2010. у општини је живјело 412 становника. Посједује регионалну шифру (AGS) 7336006.

## Географски и демографски подаци
Блаубах се налази у савезној држави Рајна-Палатинат у округу Кузел. Општина се налази на надморској висини од 280 метара. Површина општине износи 3,1 km².

## Становништво
У самом мјесту је, према процјени из 2010. године, живјело 412 становника. Просјечна густина становништва износи 131 становника/km².

## Међународна сарадња
| Мјесто      | Држава    | Врста сарадње | Од    |
| ----------- | --------- | ------------- | ----- |
|             | Финска    | партнерство   | 2008. |
| Залаегерсег | Мађарска  | пријатељство  | 1985. |
|             | Француска | партнерство   | 1973. |
| Извор       |           |               |       |